# 간토평야

간토평야 지도

간토평야(関東平野, 문화어: 간또 평원)는 일본 간토 지방에 펼쳐진 평야로, 면적은 약 17,000 km2으로 일본 최대 규모이다. 오늘날 도쿄 도시권이 위치한 일본의 핵심적 지역으로서 4,000만 명 이상의 인구가 거주하고 있다.

## 지리

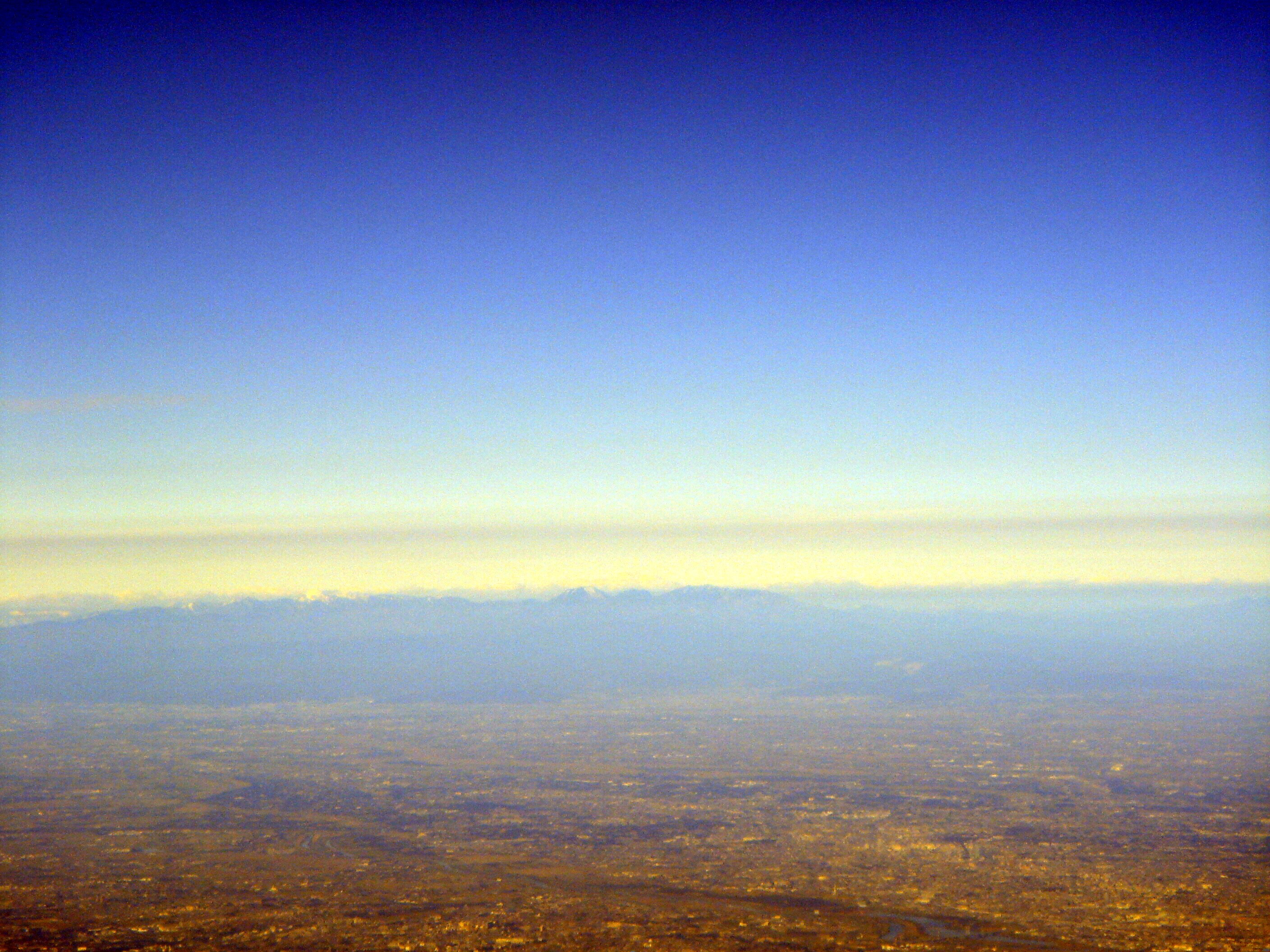
도쿄 국제공항 상공에서 본 간토평야. 중앙으로 난타이산과 닛코 연산이 멀리 보이고, 좌측으로 미쿠니산맥이 보인다.

군마현・도치기현・이바라키현・지바현・사이타마현・도쿄도・가나가와현에 걸쳐 있다. 북쪽은 서쪽부터 순서대로 하루나산・아카기산(赤城山)・아시오 산지(足尾山地)・닛코연산, 다카하라산(高原山), 나스(那須)연산・야미조 산지(八溝山地)・아부쿠마 산지(阿武隈山地)가 늘어서 있다. 서쪽은 간토 산지에, 동쪽은 가시마 여울(鹿島灘)・구주쿠리 해안(九十九里浜)에, 남쪽은 보소반도나 미우라반도(三浦半島)의 구릉, 도쿄만・사가미만에 둘러싸여 있다.
하천의 상당수가 북쪽이나 서쪽의 산지에서 발원해 동쪽이나 남쪽을 향해 흐른다. 주요 하천으로는 도네강・와타라세강・기누강 등이 있다. 도네강의 유역 면적이 간토평야의 절반을 차지한다.
간토평야는 신 제3기 이후에 계속된 간토 조분지(造盆地) 운동에 의한 변화로 형성되었다. 이는 현재의 간토평야의 중앙을 중심으로 침강이 일어나고, 주의의 산지가 융기하는 운동이다. 이로 인하여 주위의 산지에서 흐른 토사가 두껍게 퇴적되어, 그 퇴적층이 융기해 생긴 구릉이나 대지가 많이 형성되었다. 이처럼 부드러운 퇴적층이 두껍게 형성되어 있기 때문에, 지진의 발생원인인 활성단층을 발견하는 데 곤란하기도 하다. 1923년 간토 대지진이 남부 직하 부근에서 발생하여 큰 피해를 일으켰다.